# 柏林自由大学

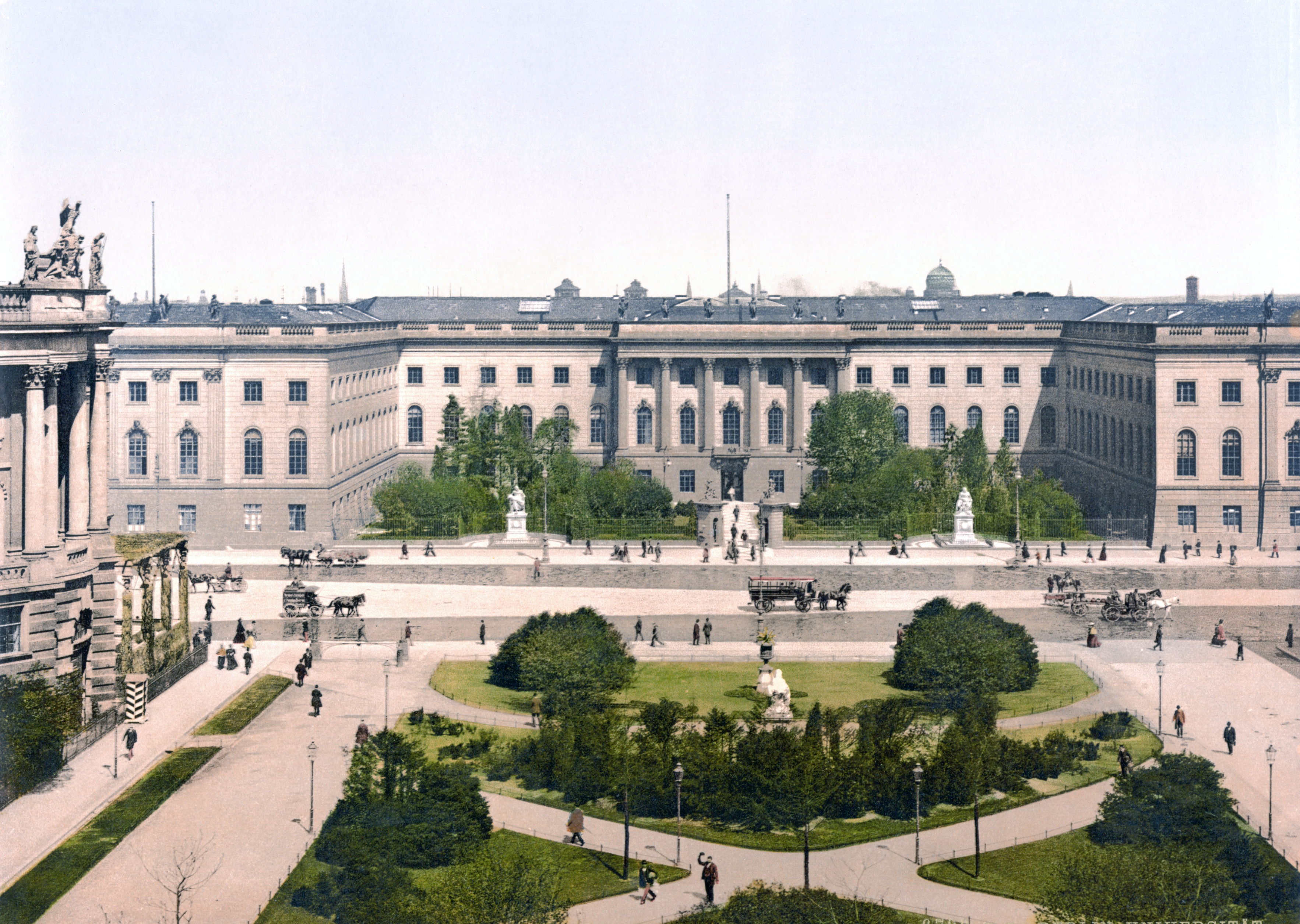
1900年的柏林大学

柏林自由大学（德語：Freie Universität Berlin, FU Berlin），成立于1948年12月4日，前身為柏林大學，主校址位于柏林达勒姆。為德國首都地區四所大学中规模最大，也最先赢得德国精英大学的称号的大學。德國之聲更以「名师驻足的柏林自由大学」為題進行報導。
2006年1月，德国科学基金会（DFG）和科学委员会公布德国精英大学候选名单，柏林自由大学位列其中。2007年10月19日，德国首轮第二批“精英大学”评选最终揭晓，柏林自由大学正式成为德国九所精英大学之一。2012年，柏林自由大学繼續当选為德国11所“精英大学”之一。在2019年7月揭晓的第三轮卓越计划评选中，同柏林洪堡大学和柏林工业大学以柏林大学联盟的名义共同提出申请，并再次获得了“精英大学”的称号。

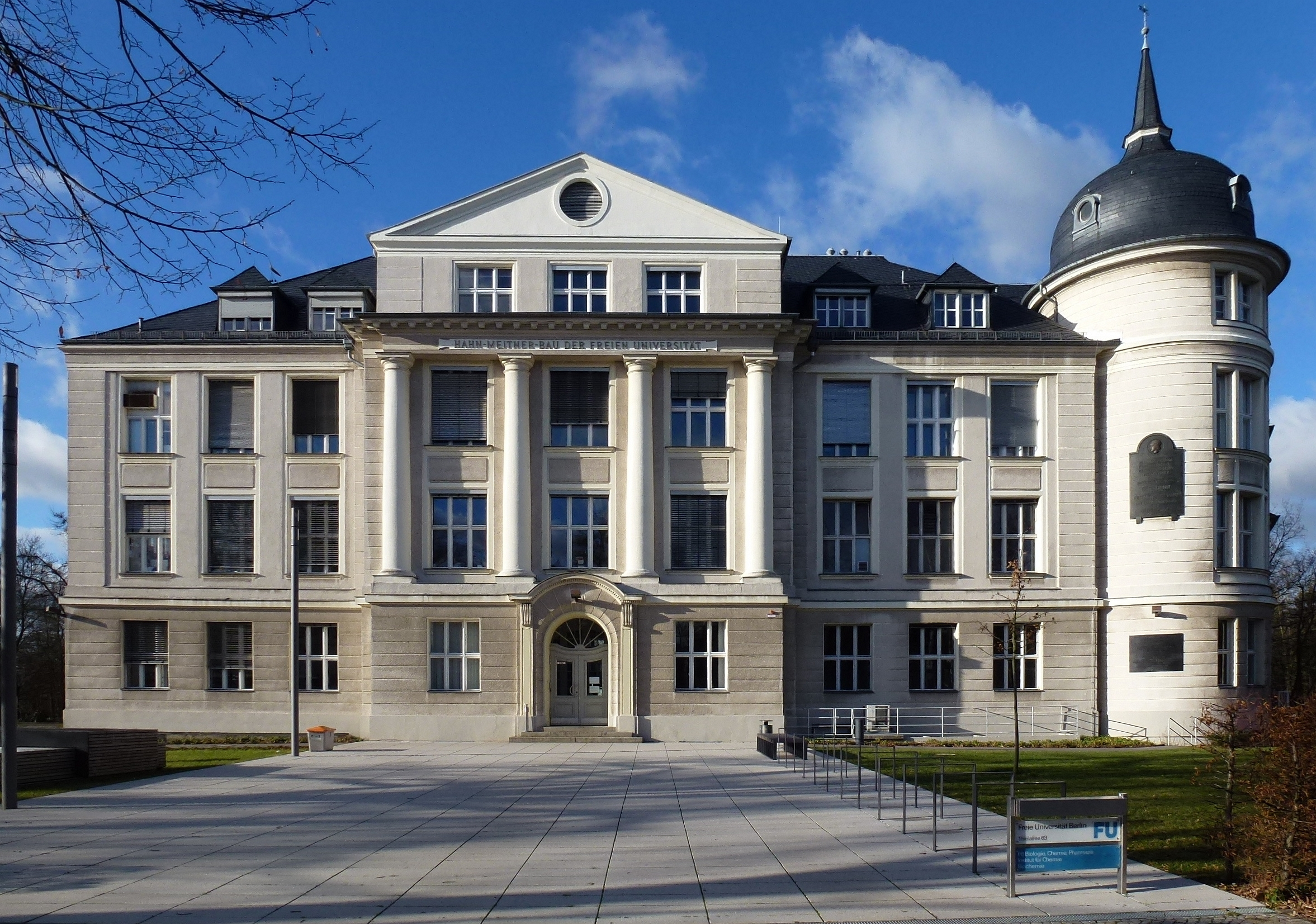
哈恩-迈特纳樓

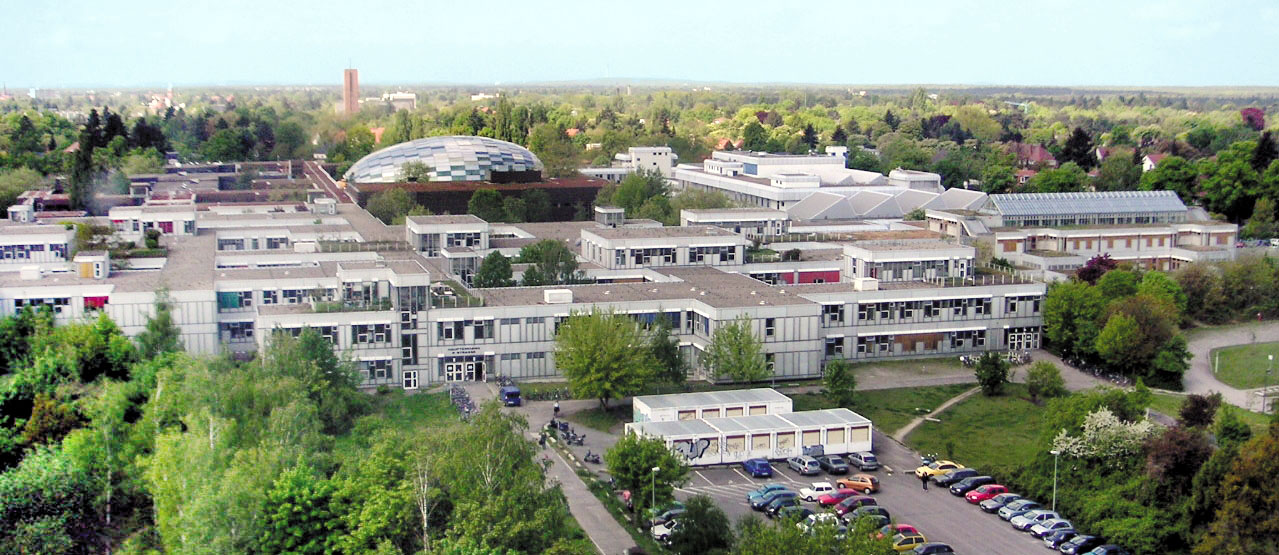
"Rost- und Silberlaube" 建筑群

## 歷史

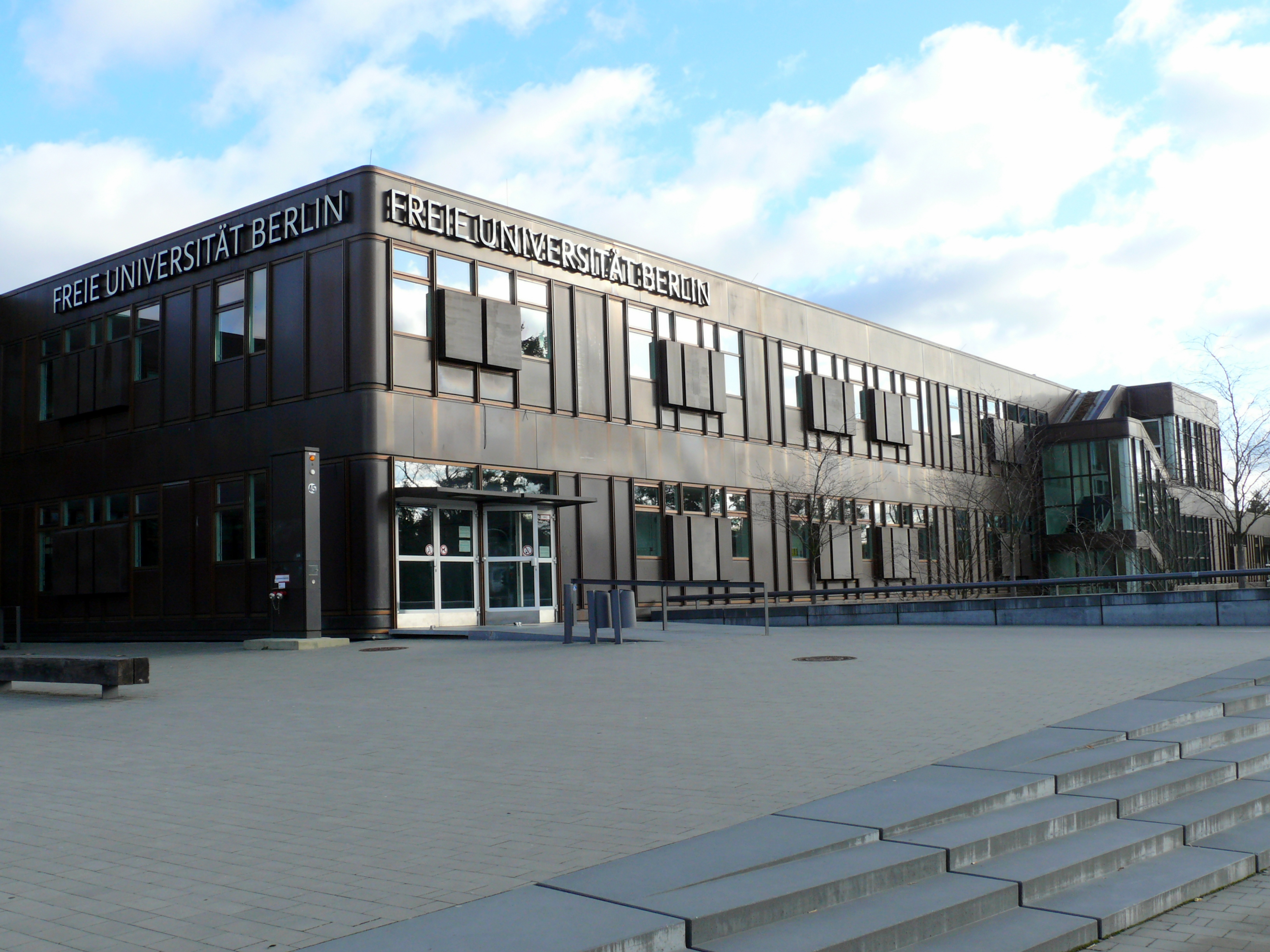
"Rostlaube" 正門

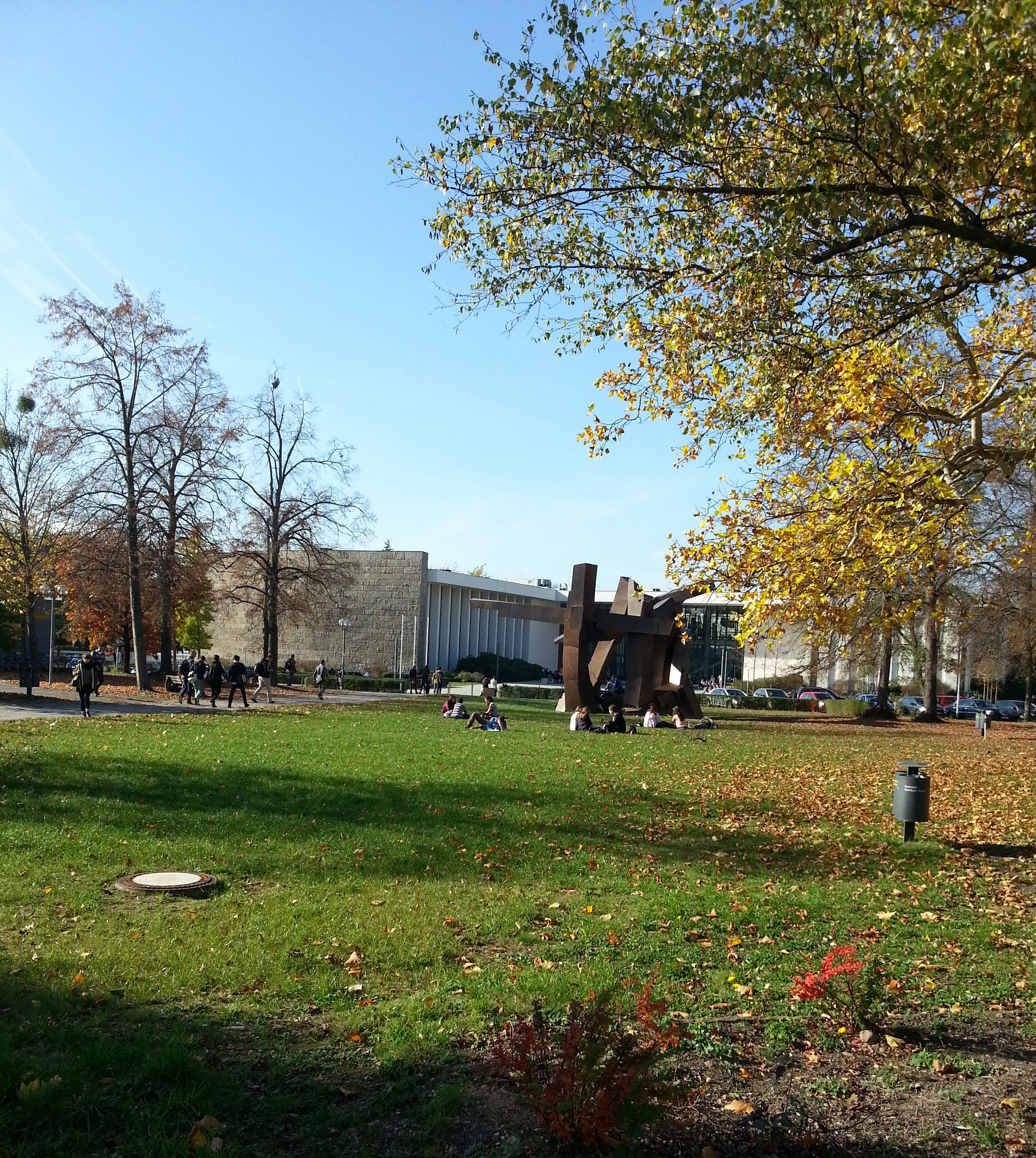
雕塑: 紀念在创建时间中被谋杀的學生

1810年柏林大學創校，校區原址位于菩提树下大街。到第二次世界大戰結束為止，柏林原本只有一个「柏林大學」，而大學師生也很驕傲地以拉丁文校名柏林大学（Alma mater berolinensis）自稱。
冷戰期間，柏林大學被劃入東柏林境內，部分師生從原校出走，並在以美國、英国及法國為首陣營的支持下，1948年於西柏林成立了「自由的柏林大學」（即柏林自由大學德語本名的意譯），成为西德學術重鎮。真理、正義、自由是柏林自由大學建校以來的校訓。
柏林大學分裂之後，位於東柏林的原址校區則在1949年由蘇聯主導下改名為現今的柏林洪堡大學，以紀念大學創辦人、德國著名教育改革家威廉·馮·洪堡兄弟，以撇除舊校名「腓特烈·威廉大學」所含的君主封建意涵。
「柏林大学」一詞在1948年之前专指今天的柏林洪堡大学（例如小说围城中所称的柏林大学）。冷戰結束前，「柏林大学」則普遍又指的是柏林自由大学。这两所「柏林大学」如今是各自独立的大学。
兩所「柏林大學」的醫學院於2003年合併成柏林大學夏麗特醫學院（Charité - Universitätsmedizin Berlin）。

## 院系设置

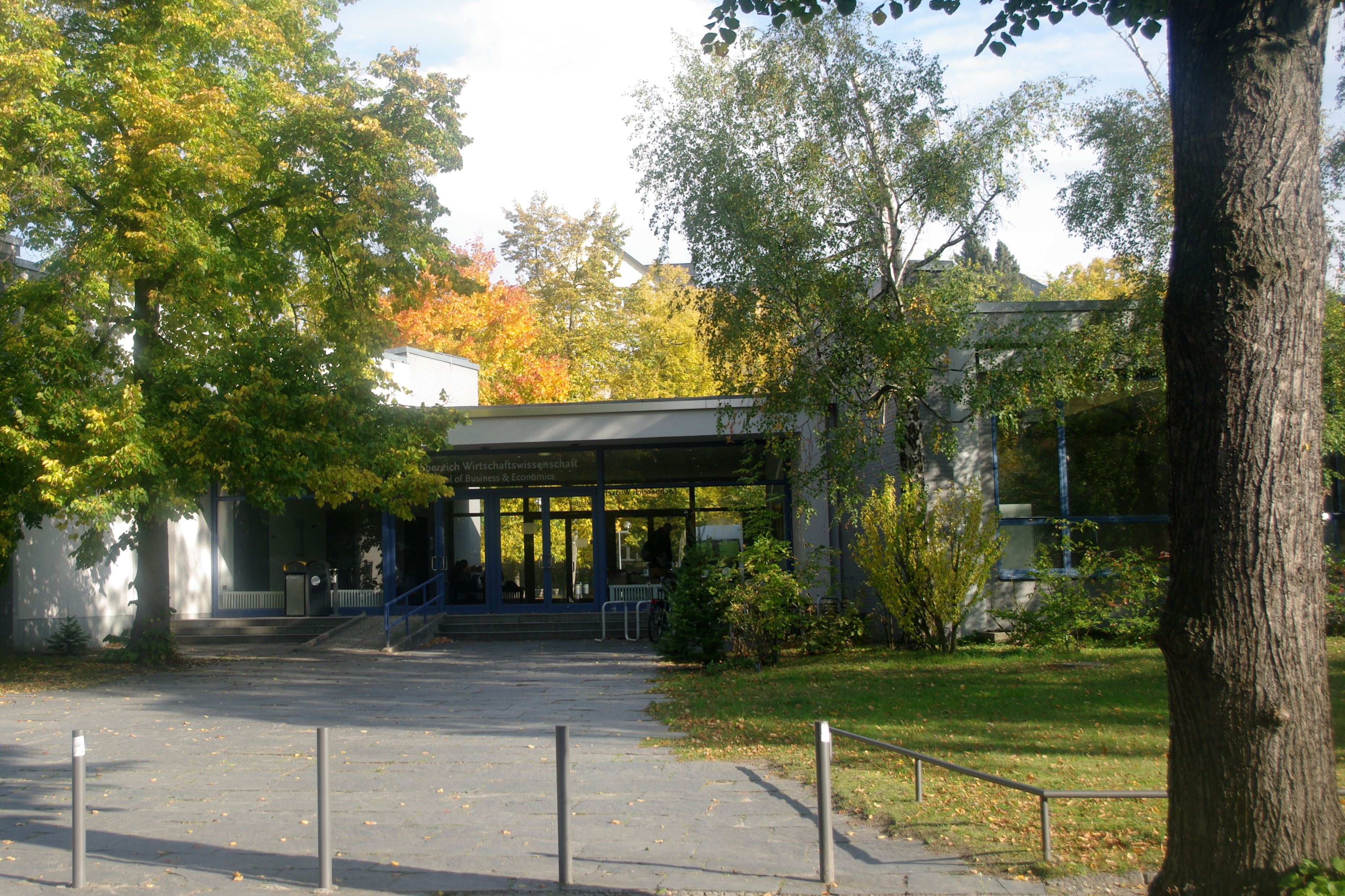
经济學學院

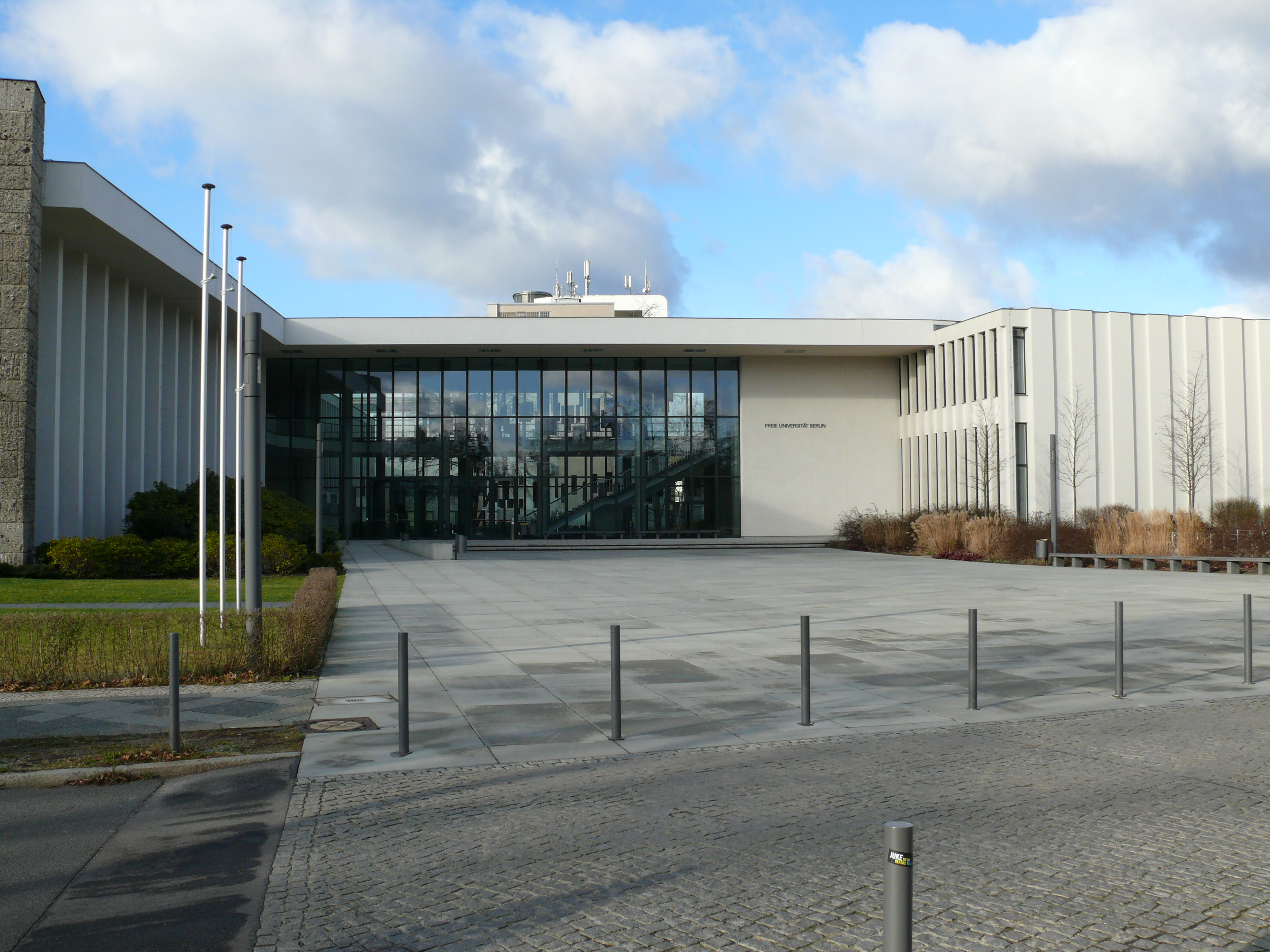
主樓 (亨利·福特樓)

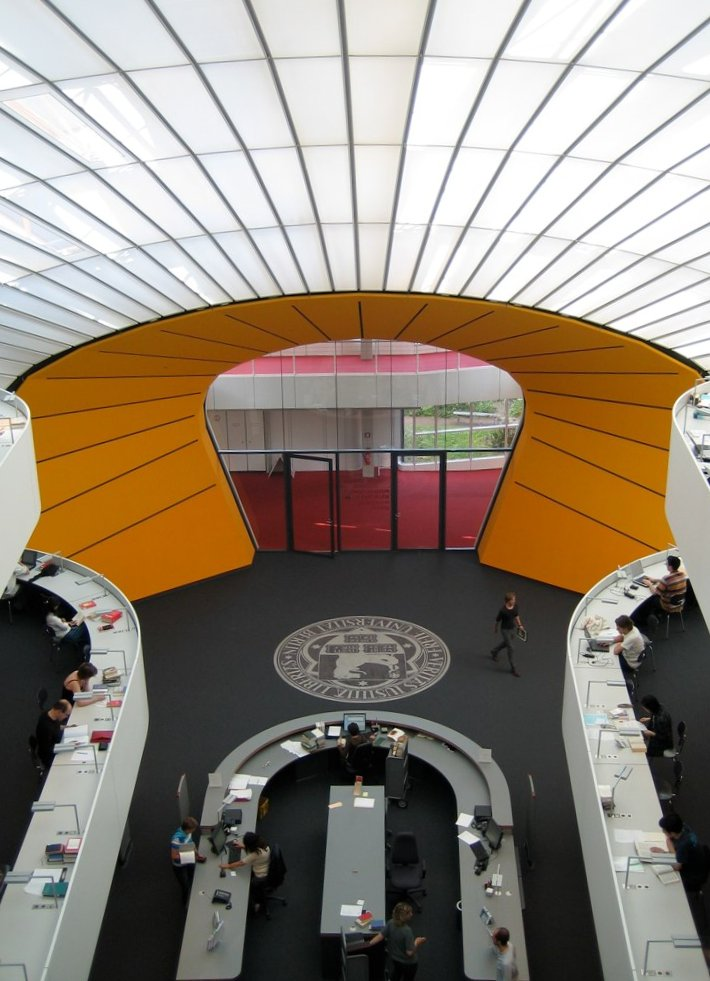
語言學圖書館的內景

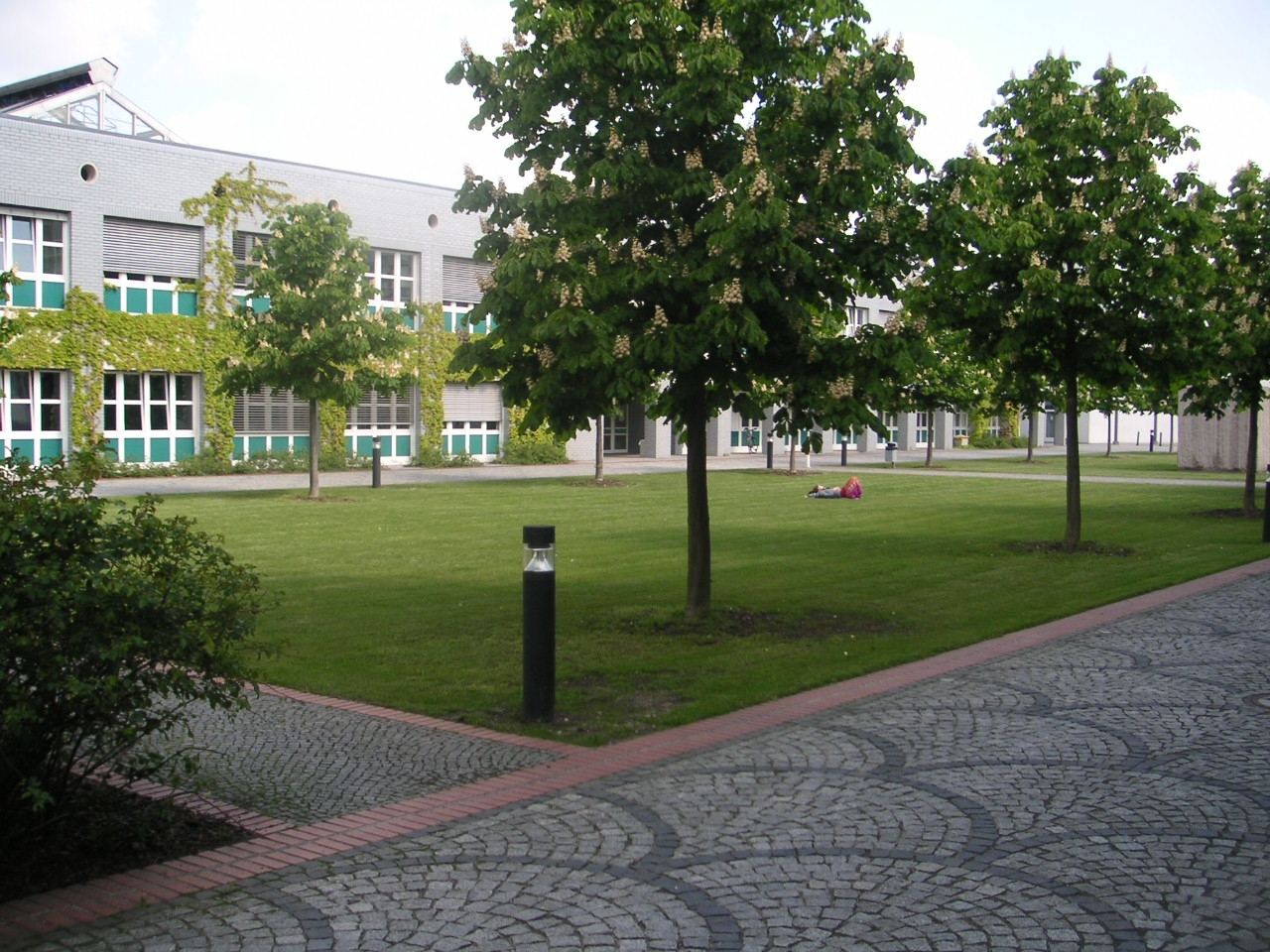
计算机學研究所

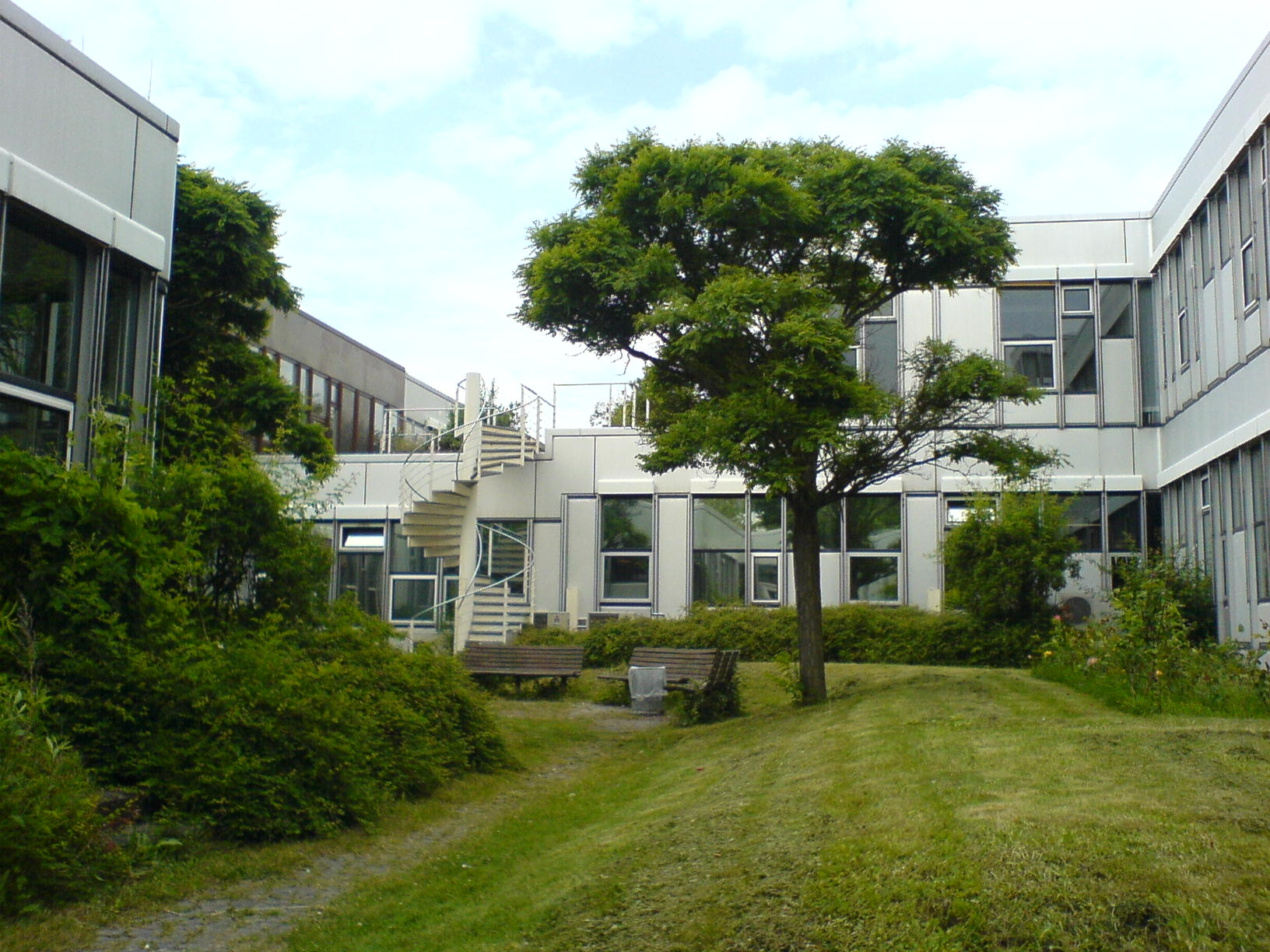
"Silberlaube" 的内院

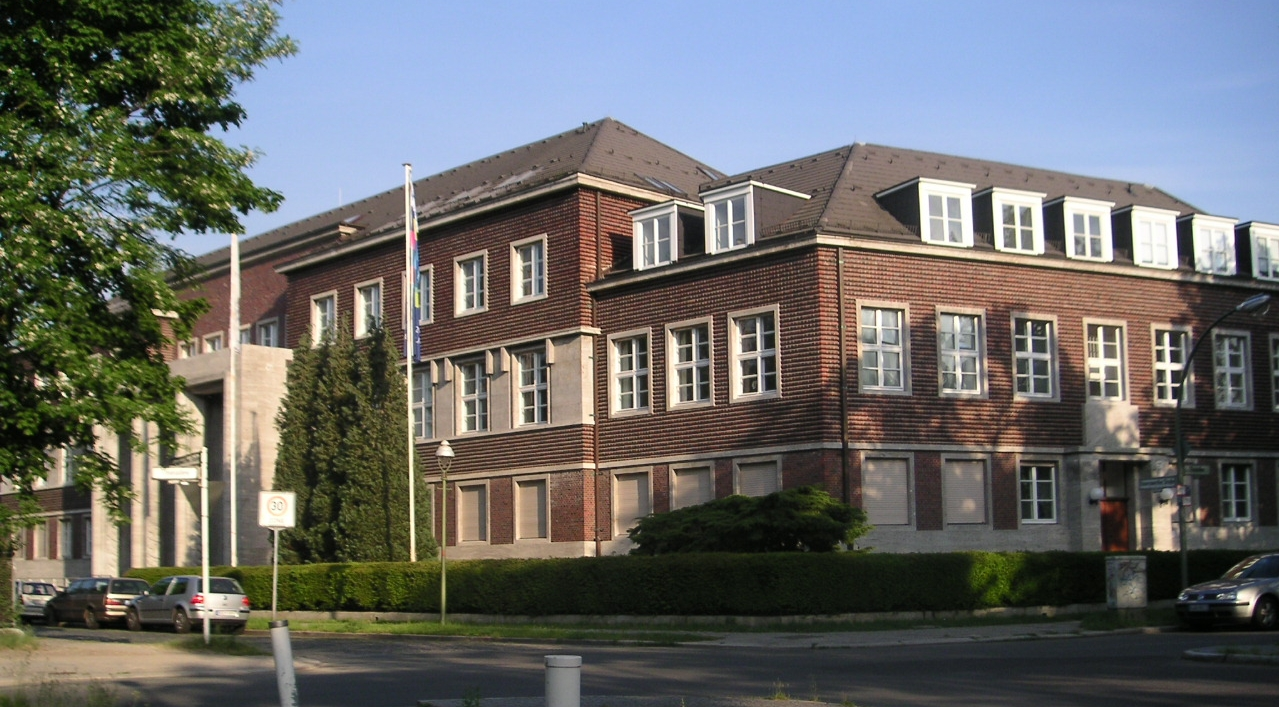
總統府

### 二级学院
柏林自由大學现有12个學院:
- 生物學、化學与药剂學院（Department of Biology, Chemistry, Pharmacy）
- 地球科学院（Department of Earth Sciences）
- 历史文化学院（Department of History and Cultural Studies）：下设八个单位，分别是弗里德里希·迈内克历史研究所、艺术史系、古代研究系、东亚和中东系、犹太研究所、天主教神学研讨会、比较伦理研究所和宗教科学研究所。
- 法学院（Department of Law）
- 企業管理學与經濟學院（School of Business and Economics）：下设工商管理和经济学两个学术单元。
- 数學与计算机學院（Department of Mathematics and Computer Science）
- 教育學与心理學院（Department of Education and Psychology）：下设教育学和心理学两个学术单元。
- 哲學与人文科學院（Department of Philosophy and Humanities）：下设哲学研究所、希腊和拉丁语言文学研究所、彼得·松迪比较文学研究所、日耳曼和荷兰语言文学研究所、罗曼语言文学研究所、英语语言文学研究所、文学戏剧研究所和艺术与媒体管理研究所。
- 政治學与社会科學院（Department of Political and Social Science）：下设奥托-苏尔政治学研究所（全德最大）、媒体与传播研究所、社会学研究所和社会文化人类学研究所。
- 物理學院（Department of Physics）
- 夏里特醫學院（Medical School Charité – Universitätsmedizin Berlin）：2003年由原柏林自由大学医学院和柏林洪堡大学医学院合并而成。
- 獸醫學院（Department of Veterinary Medicine）

### 研究所
- 约翰·肯尼迪北美研究所（John F. Kennedy Institute for North American Studies）
- 东欧研究所（Institute for East European Studies）
- 拉丁美洲研究所（Institute for Latin American Studies）

## 大學排名
| 年   | 世界排名 | 欧洲排名 | 国内排名 | 艺术和人文學排名 | 物理和化學排名 | 社会科學排名 | 生命科學排名 |
| ---- | -------- | -------- | -------- | ---------------- | -------------- | ------------ | ------------ |
| 2006 | 149      | -        | 33       | -                | -              | -            | -            |
| 2007 | 146      | -        | 7        | 38               | -              | -            | -            |
| 2008 | 137      | -        | 4        | 24               | -              | 62           | -            |
| 2009 | 94       | -        | 3        | 27               | -              | 47           | -            |
| 2010 | -        | -        | -        | 34               | -              | -            | -            |
| 2011 | 151      | 61       | 6        | 29               | -              | -            | -            |
| 2012 | 128      | 48       | 6        | 25               | -              | -            | -            |
| 2013 | 86       | 28       | 4        | 22               | -              | 87           | 94           |

## 校友

### 诺贝尔奖得主
- 本亚明·利斯特（2021年诺贝尔化学奖）
- 赫塔·米勒（2009年诺贝尔文学奖）
- 格哈德·埃特尔（2007年诺贝尔化学奖）
- 大江健三郎（1994年诺贝尔文学奖）
- 赖因哈德·泽尔腾（1994年诺贝尔经济学奖）
- 恩斯特·鲁斯卡（1986年诺贝尔物理学奖）

### 政治界
- 奥托·席利（德国联邦内政部，1998-2005年）
- 克劳斯·沃维雷特，柏林市长
- 汉斯·艾歇尔（德國聯邦財政部，1999—2005年）
- 罗曼·赫尔佐克（德國聯邦總統，1994—1999年）
- 瓦尔特·莫波尔（西柏林市长，1989—1990年）
- 卡罗琳·海德（世界银行高级副行长，2011—2016年）
- 司佩蘭（德國外交部亞太司長，2019—）

### 學術界
- 赫伯特·马尔库塞
- 张首晟
- 帕斯卡·梅西耶
- 保罗·费耶阿本德
- 古德伦·安司林
- 理查德·馮·米塞斯
- 吳瑾瑜（國立政治大學法律學院教授）